# Corrigiola litoralis
Corrigiola litoralis — вид квіткових рослин родини гвоздичні (Caryophyllaceae).

## Опис
Однорічна трав'яниста блакитно-зелена рослина завдовжки 10–40 (рідко до 50) см, з черговими листками сильно розгалужена від основи, часто притиснута до землі. Маленькі квітки 1–1,5 мм, білі, численні, в кінцевих або пахвових невеликих групах. Плоди загострено-яйцеподібні, до 2,5 мм завдовжки, темно-коричневі, чашолисточки залишаються при плодах. Насіння бл. 0,75 мм, майже кулясте.

## Поширення
Батьківщина. Північно-західна Африка, Західна й Південна Європа. Вид був введений в Австралію і Північну Америку. Росте по вологих піщаних місцях.

## Галерея

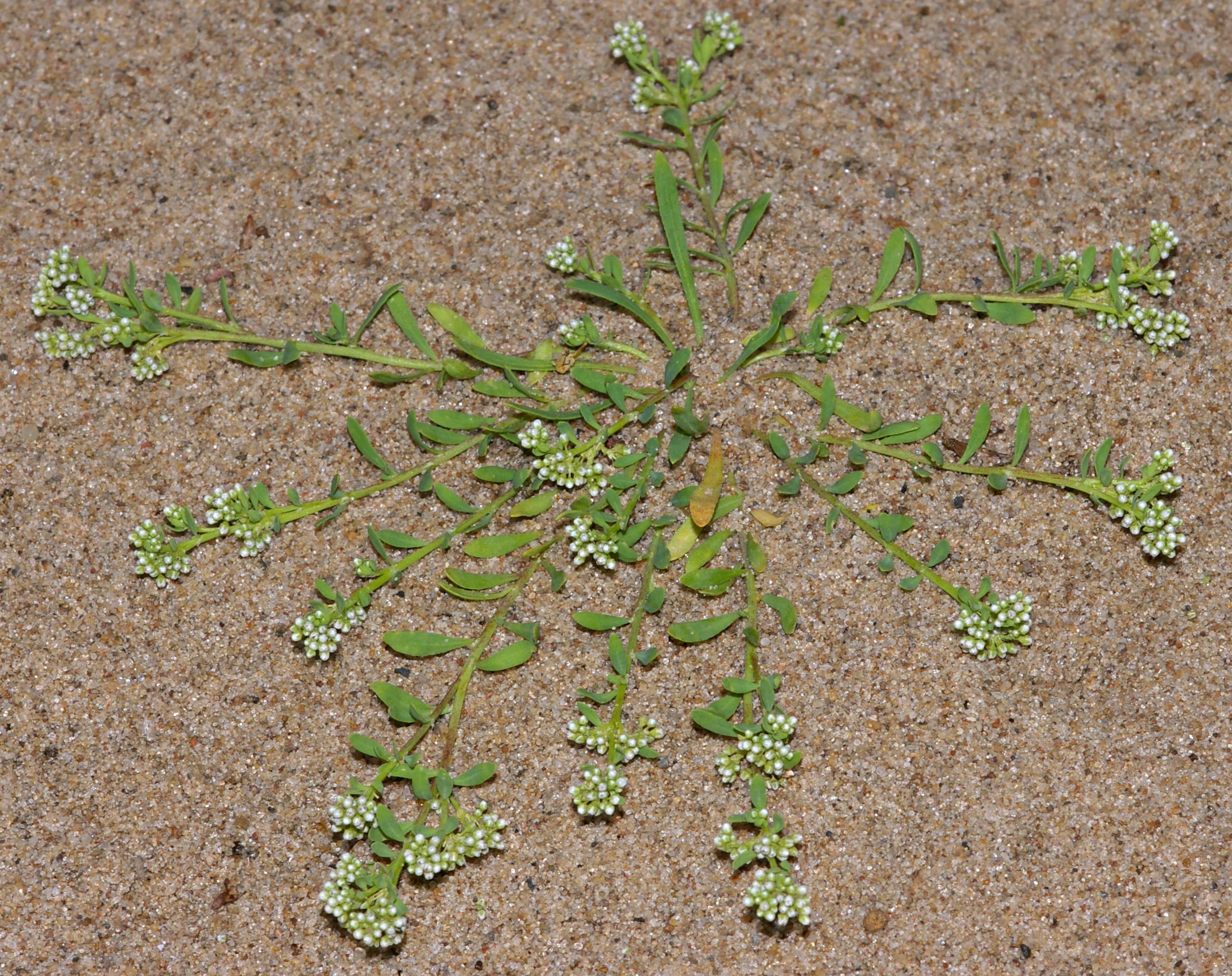
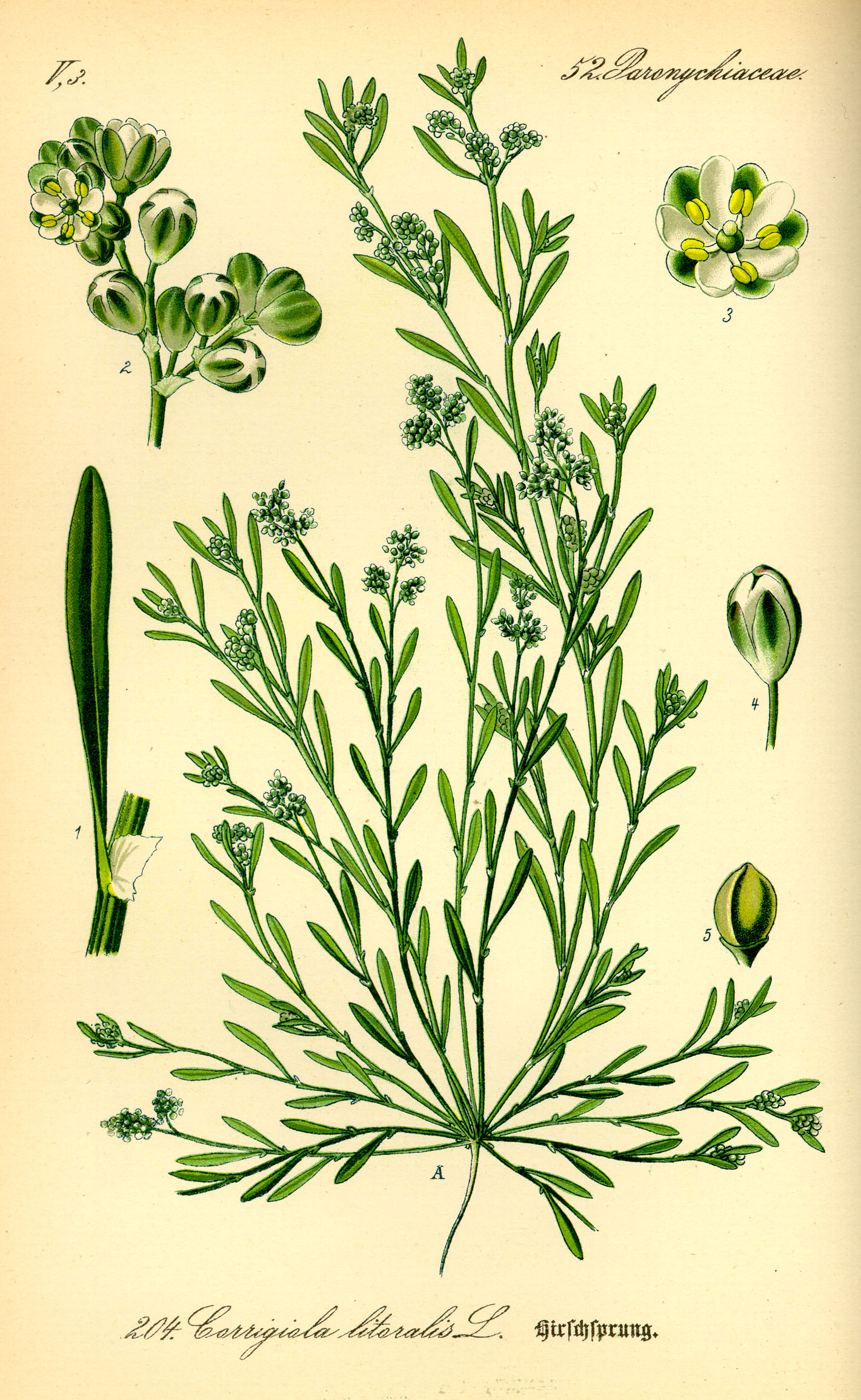